# George de Relwyskow
George Frederick William de Relwyskow (Kensington, 18 giugno 1887 – 9 novembre 1943) è stato un lottatore britannico.
Era di origine russa.
Ha vinto due medaglie olimpiche nella lotta libera, entrambe alle Olimpiadi 1908 svoltesi a Londra. In particolare ha vinto la medaglia d'oro nella categoria pesi leggeri e la medaglia d'argento nella categoria pesi medi. All'epoca aveva solo 20 anni.
È caduto in battaglia durante la seconda guerra mondiale.